# قاطنة سطح البحر اللزجة
قاطنة سطح البحر اللزجة (الاسم العلمي: Aequorivita viscosa) هي نوع من البكتيريا، سلبية الغرام، تتبع جنس قاطنة سطح البحر.